# Johann Balthasar Reimann
Johann Balthasar Reimann (* 14. Juni 1702 in Breslau, Fürstentum Breslau; † 22. Dezember 1749 (abweichende Angabe: 1747) in Hirschberg, Fürstentum Schweidnitz) war ein deutscher Kantor, Organist und Komponist.

## Leben

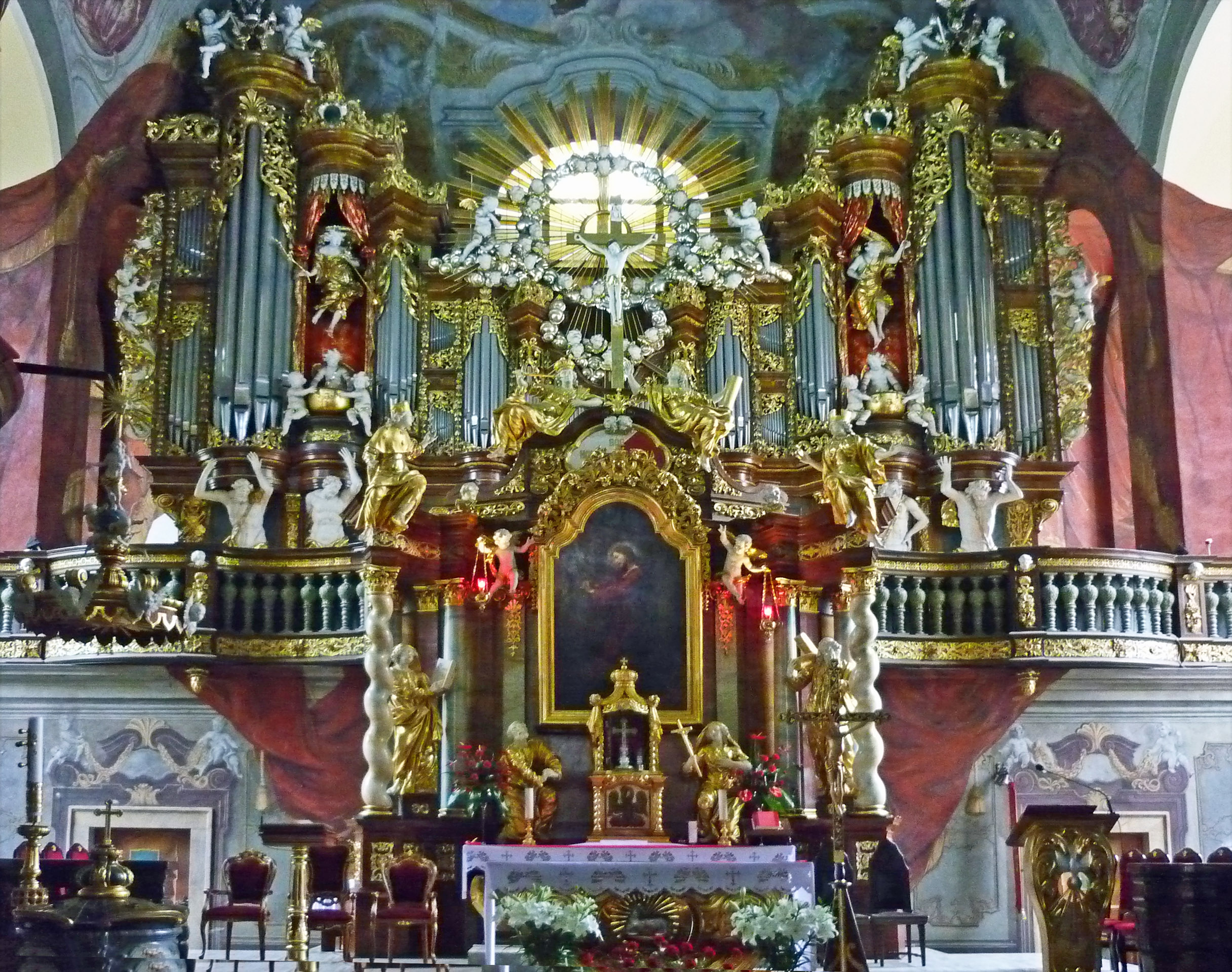
Orgel der Gnadenkirche Hirschberg von Johann Michael Röder (1727), Reimanns Wirkungsort

Reimann wurde als Sohn eines Töpfers geboren und erhielt seine erste musikalische Ausbildung als Chorsänger. Nach seinem Stimmwechsel wurde er Choralist an der Magdalenenkirche, ließ sich auch im Orgelspiel ausbilden und wurde 1726 Unterorganist ebenfalls an der Magdalenenkirche. Als seine musikalischen Vorbilder nannte er u. a. Georg Philipp Telemann und Georg Gebel. 1729 wurde er als Organist der Gnadenkirche nach Hirschberg berufen, wo er bis zu seinem Lebensende blieb.
In dieser Zeit unternahm er auch eine Studienreise zu Johann Sebastian Bach nach Leipzig. In Reimanns Stammbuch finden sich für das Jahr 1735 Einträge von einigen in Leipzig tätigen Musikern besonders im Umfeld der Neuen Kirche, darunter dem späteren Schleizer Hofkapellmeister Johann Georg Reichard sowie dem Organisten Carl Gotthelf Gerlach, Bachs Nachfolger als Leiter des Collegium Musicum.
1747 gab er eine Sammlung mehrstimmiger deutscher Choralmelodien mit Generalbassbezifferung heraus. Von den 362 Chorälen dieser Sammlung sind 118 seine eigenen Kompositionen.

## Werke
- J. B. Reimanns Org[anist] v. Hirschb[erg] Sammlung alter und neuer Melodien Evangel[ischer] Lieder. C. H. Lau, o. O. [Hermsdorf bei Hirschberg] 1747 (urn:nbn:de:bvb:12-bsb10525211-9; urn:nbn:de:bvb:12-bsb11140514-1; Digitalisat).[8]

Neuausgabe:
- Johann Carl Gottfried Nitsche: Allgemeines Choral-Buch für die evangelischen Kirchen und Schulen, mit besonderer Berücksichtigung der Provinz Schlesien und der Lausitz (= J. B. Reimanns Sammlung alter und neuer Melodien evangelischer Lieder, vermehrt, aufs Neue bearbeitet und mit Varianten versehen). 1. Theil. Bechtold & Hartje, Berlin 1837.[9][10]

Lieder
- Dies ist die Nacht, die mir erschienen (EG 40).[11]
- Wollt ihr wissen, was mein Preis.[12]